# Batalla del monte Tifata
La batalla del Monte Tifata ocurrió a mediados de 83 a. C. entre el ejército optimate comandado por Lucio Cornelio Sila y el popular comandado por Gayo Norbano Balbo, en el marco de la primera guerra civil.
A comienzos de 83 a. C., Sila había desembarcado en Italia para luchar contra los populares y marchado por Calabria y Apulia hasta llegar a Campania. Sus enemigos dividieron sus tropas poniéndolas bajo el mando de los cónsules Lucio Cornelio Escipión Asiático y Gayo Norbano Balbo. Habiendo llegado este último a Campania, trabó combate con Sila junto al Monte Tifata —según Apiano, esta batalla ocurrió en Canusio, pero es contradicho por Plutarco, Floro y otros—. La victoria la tuvo Sila, tras una lucha encarnizada, y Norbano se retiró a Capua.